# Richard Strauss
Richard Georg Strauss (München, 11 juni 1864 – Garmisch-Partenkirchen, 8 september 1949) was een Duitse componist en dirigent. Hij is niet verwant met Johann Strauss en diens familie uit Wenen.
Het Richard-Strauss-Institut beheert sinds 1999 een archief en museum over hem in Garmisch-Partenkirchen.

## Levensloop

### Jonge jaren

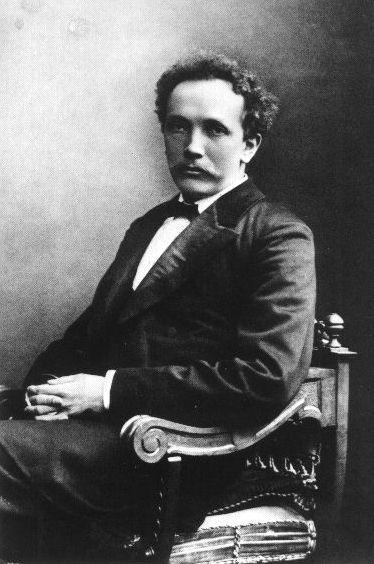
foto van Richard Strauss

Strauss was de zoon van de hoornvirtuoos van de Königlich Bayerische Hofkapelle Franz Joseph Strauss. Eerste lessen kreeg hij voor viool bij Benno Walter, voor piano bij Carl Niest en voor muziektheorie bij hofkapelmeester Friedrich Wilhelm Meyer. Richard ontpopte zich al vroeg als een muzikaal talent. In 1876 schreef hij zijn Festmarsch, op. 1, die samen met twee andere werken in 1881 gepubliceerd werd.
Vanaf 1882 studeerde hij aan de universiteit Filosofie en Kunstgeschiedenis.

### Eerste werken
Na zijn debuut als dirigent aan het theater in Meiningen in 1884 werd hij op advies van de dirigent Hans von Bülow voor het seizoen 1885-1886 in München 2e kapelmeester naast Von Bülow zelf. Na een tussenengagement in 1886 als 3e kapelmeester aan het hoftheater in München, talrijke concertreizen en een assistentschap in 1889 bij de Parsifal-uitvoeringen tijdens de Bayreuther Festspiele, werd hij in 1889 groothertogelijk hofkapelmeester te Weimar.
Zijn eerste werken waren zogenaamde symfonische gedichten. Deze zijn te omschrijven als programmamuziek waarin een verhaal ('gedicht') te horen is. Sommige van de symfonische gedichten van Strauss waren op bestaande gedichten of andere literaire werken gebaseerd. Een van de eerste symfonische gedichten van Strauss was het vierdelige Aus Italien (1886). Daarna volgden Macbeth (1886-1888), Don Juan (eveneens 1888), Tod und Verklärung (1889-1890), Till Eulenspiegel (1895), Also sprach Zarathustra (1896), Don Quichote (1897), Ein Heldenleben (1897-1898).

### Opera's
Strauss legde zich vanaf 1893 tevens toe op het componeren van opera's. Zijn eerste opera's, Guntram (1893) en Feuersnot (1901), waren niet erg succesvol. De doorbraak kwam in 1905 met Salomé, op de letterlijk uit het Frans in het Duits vertaalde tekst van het toneelstuk van Oscar Wilde, dat gaat over de onthoofding van Johannes de Doper. Het succes en de opbrengst van Salomé waren gigantisch. Strauss kocht er zijn buitenhuis in Garmisch-Partenkirchen, in de Beierse Alpen, van. In dat huis is hij tot zijn dood in 1949 met zijn vrouw, de zangeres Pauline de Ahna (met wie hij sinds 10 september 1894 getrouwd was) blijven wonen.
Na verdere concertreizen naar Moskou, Barcelona, Amsterdam, Londen en Parijs werd Strauss in 1898 voor tien jaren als 1e koninklijke hofkapelmeester in Berlijn aangesteld. In 1903 vond in Londen de eerste Richard-Strauss-week plaats. In 1908 werd hij tot algemeen muziekdirecteur van de Berlijnse hofopera benoemd.
Na Salomé componeerde Strauss wederom een opera op een bewerking van Sophokles' drama: Elektra. Dit was tevens het begin van een succesvolle samenwerking met de tekstdichter Hugo von Hofmannsthal.

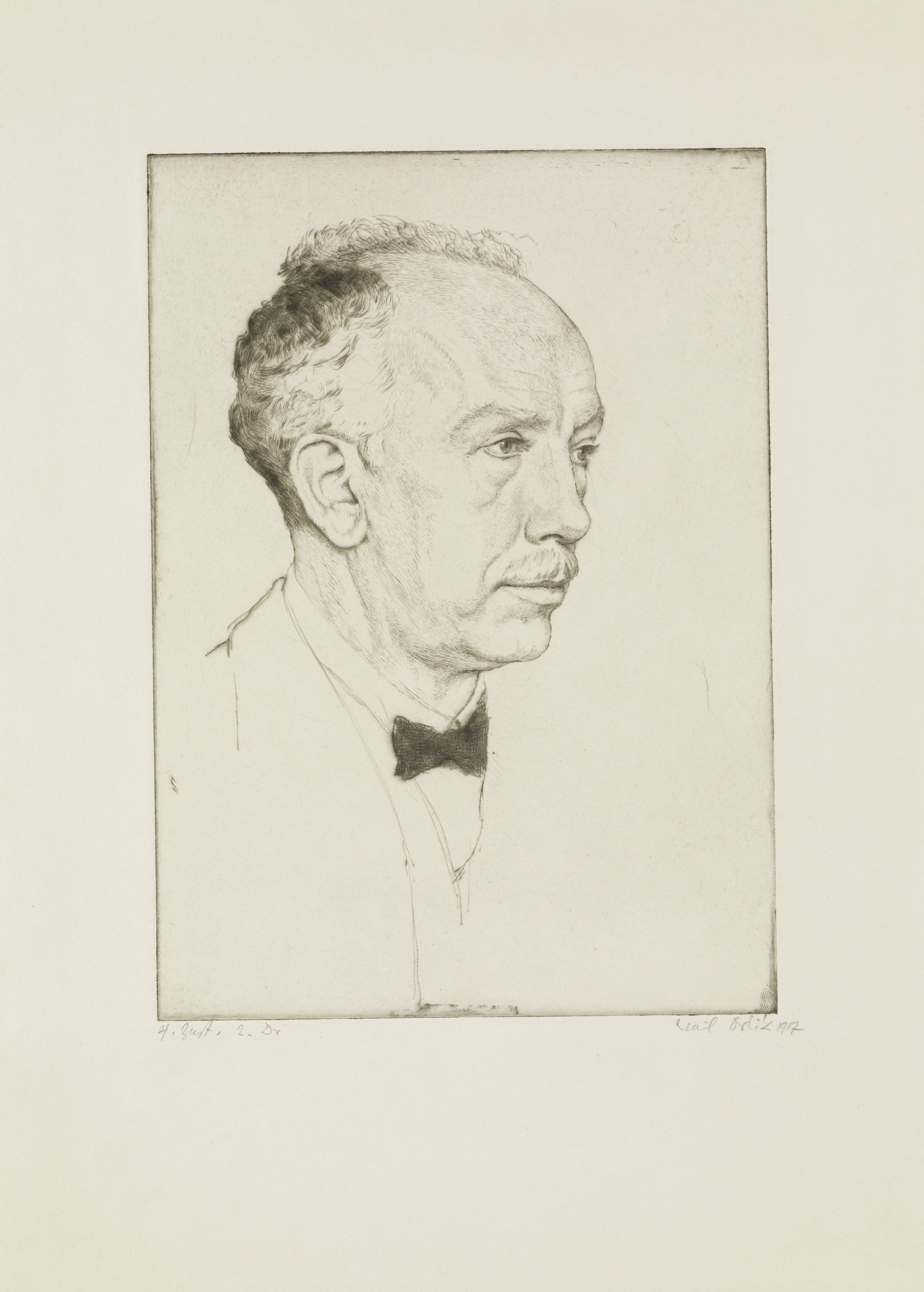
Richard Strauss in 1916, van Emil Orlik

Bij het componeren van zijn opera's en andere vocale muziek (liederen) ondervond hij veel steun van zijn vrouw, die een verdienstelijk sopraan was en die hem daarom nuttige stemtechnische adviezen uit de eerste hand kon geven. Strauss toonde in zijn opera's een grote voorliefde voor hoofdrollen door sopranen. In Der Rosenkavalier zijn de drie grootste rollen voor sopranen.
De tweede grote opera van Strauss en Hugo von Hofmannsthal was Der Rosenkavalier (1910), wellicht het allergrootste succes uit het leven van Strauss. De samenwerking met Hugo von Hofmannsthal ging daarna verder in Ariadne auf Naxos, een opera in een opera.
In 1917 behoorde hij met Max Reinhardt en Hugo von Hoffmannsthal tot de medeoprichters van de Salzburger Festspiele.
Het laatste grote werk van de twee was Die Frau ohne Schatten. Na de voltooiing hiervan overleed Von Hofmannsthal. Strauss moest op zoek naar andere librettisten, maar een hechte samenwerking als met Von Hoffmansthal kwam niet meer tot stand.
Van 1919 tot 1924 was hij samen met Franz Schalk co-directeur aan de indertijd zojuist hernoemde Weense Staatsopera, gemarkeerd door de première van Die Frau ohne Schatten, door Strauss terecht zijn "laatste Romantische opera" genoemd (geschreven voor de oorlog, uitgevoerd erna). De lauwe ontvangst van dit werk in 1919 is waarschijnlijk dan ook te wijten aan alle gevolgen van het verlies van de Eerste Wereldoorlog in de samenleving.

### Dagindeling
Strauss' werkdag begon in de ochtend om negen uur. Hij nam plaats achter zijn bureau en ging met componeren verder precies op het punt waar hij de dag daarvoor was gestopt. Hij schreef in eerste instantie alles op met potlood. Vervolgens de pianopartituur in inkt. Hij werkte zo aan een stuk door tot en met het middaguur, zo'n uur of twaalf of een. 's Middags ging hij wat skaat spelen en schreef een paar pagina's in partituur. 's Avonds – elke avond – dirigeerde hij in de concertzaal. Nervositeit kende hij niet, hij was altijd ontspannen en was de hele dag – zowel in de ochtend als in de avond – volledig helder van geest. Als zijn bediende hem zijn rok overhandigde voor het concert, stond hij op van het werk, reed naar de concertzaal en dirigeerde met dezelfde zekerheid en rust waarmee hij 's middags skaat had gespeeld. De volgende dag was exact een kopie van de vorige.

### Strauss en de nazi's
Over Strauss' contacten met de nazipartij schrijft Stefan Zweig in zijn boek De wereld van gisteren het volgende:
Strauss hield begin jaren dertig contacten met de machthebbers en ontmoette vaak Hitler, Göring en Goebbels en liet zich in een tijd waarin zelfs Wilhelm Furtwängler zich nog openlijk verzette tot voorzitter van de nazistische Reichsmusikkammer benoemen. Die openlijke steun van zijn kant was op dat ogenblik buitengewoon belangrijk voor de nazi's. Want tot hun grote ergernis hadden niet alleen de beste schrijvers, maar ook de belangrijkste componisten hun openlijk de rug toegekeerd, en de weinigen die met hun heulden of overliepen, waren wijd en zijd onbekend. Dat ze op zo'n pijnlijk ogenblik de beroemdste componist van Duitsland openlijk aan hun kant kregen, was voor Goebbels en Hitler in puur propagandistische zin een enorme winst.
Hitler was een hartstochtelijk liefhebber van de muziek van Strauss. Op feestavonden in Berchtesgaden werden naast Wagner bijna alleen liederen van Strauss uitgevoerd.
Maar voor Strauss had zijn medewerking aan het regime aanzienlijk duidelijker bedoelingen. Voor zijn kunstegoïsme, dat hij altijd koel en openlijk toegaf, was elk regime hem even onverschillig. Hij had de Duitse keizer gediend als dirigent en militaire marsen voor hem georkestreerd, vervolgens de Oostenrijkse keizer als hofdirigent te Wenen, maar hij was ook in de Oostenrijkse en Duitse republiek persona gratissima geweest. Zich tegenover de nationaalsocialisten behulpzaam op te stellen was bovendien voor hem van vitaal belang, omdat hij in nationaalsocialistische zin een geweldige schuld op zijn conto had. Zijn zoon was namelijk met een jodin getrouwd, en hij vreesde dat zijn (half-joodse) kleinkinderen, van wie hij buitengewoon veel hield, als uitschot van school verwijderd zouden worden; zijn nieuwe opera, Die schweigsame Frau, was belast door mij, zijn vroegere opera's door de niet-'rein-arische' Hugo von Hofmannsthal en zijn uitgever was een jood. Hij dirigeerde waar de nieuwe heren het maar vroegen, hij componeerde de muziek voor de olympische hymne en schreef mij tegelijkertijd in een griezelig vrijmoedige brief hoe weinig enthousiast hij over deze opdracht was.

Uiteindelijk konden de nazi's er niet onderuit om naast de naam van Strauss, de naam van de jood Stefan Zweig op het affiche van de Schweigsame Frau te plaatsen. Het was een eis van Strauss.

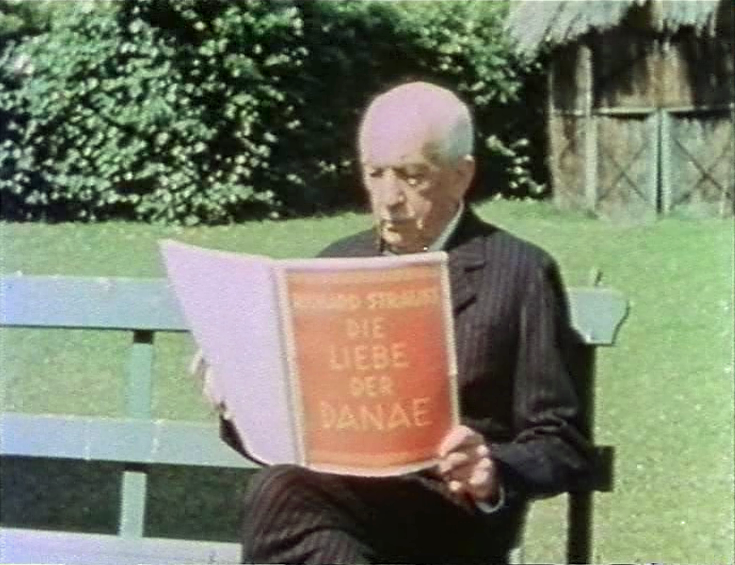
Strauss in 1945

De Gestapo onderschepte een brief van Strauss aan Stefan Zweig waarin hij om een libretto voor een nieuwe opera vroeg. De brief werd voorgelegd aan Strauss, die daarop meteen zijn ontslag moest indienen als president van de Kulturkammer, en de opera Schweigsame Frau werd verboden in Duitsland.

### Laatste jaren
Van 1933 tot 1935 was Strauss president van de zogenoemde Reichsmusikkammer en in 1936 componeerde hij de Olympische Hymne, die hij zelf dirigeerde tijdens de openingsceremonie van de Spelen in Berlijn. Er volgden veel internationale verplichtingen, onder andere in 1936 bij de Royal Philharmonic Society in Londen en voor de première van zijn Japanische Festmusik in Tokio in 1940.

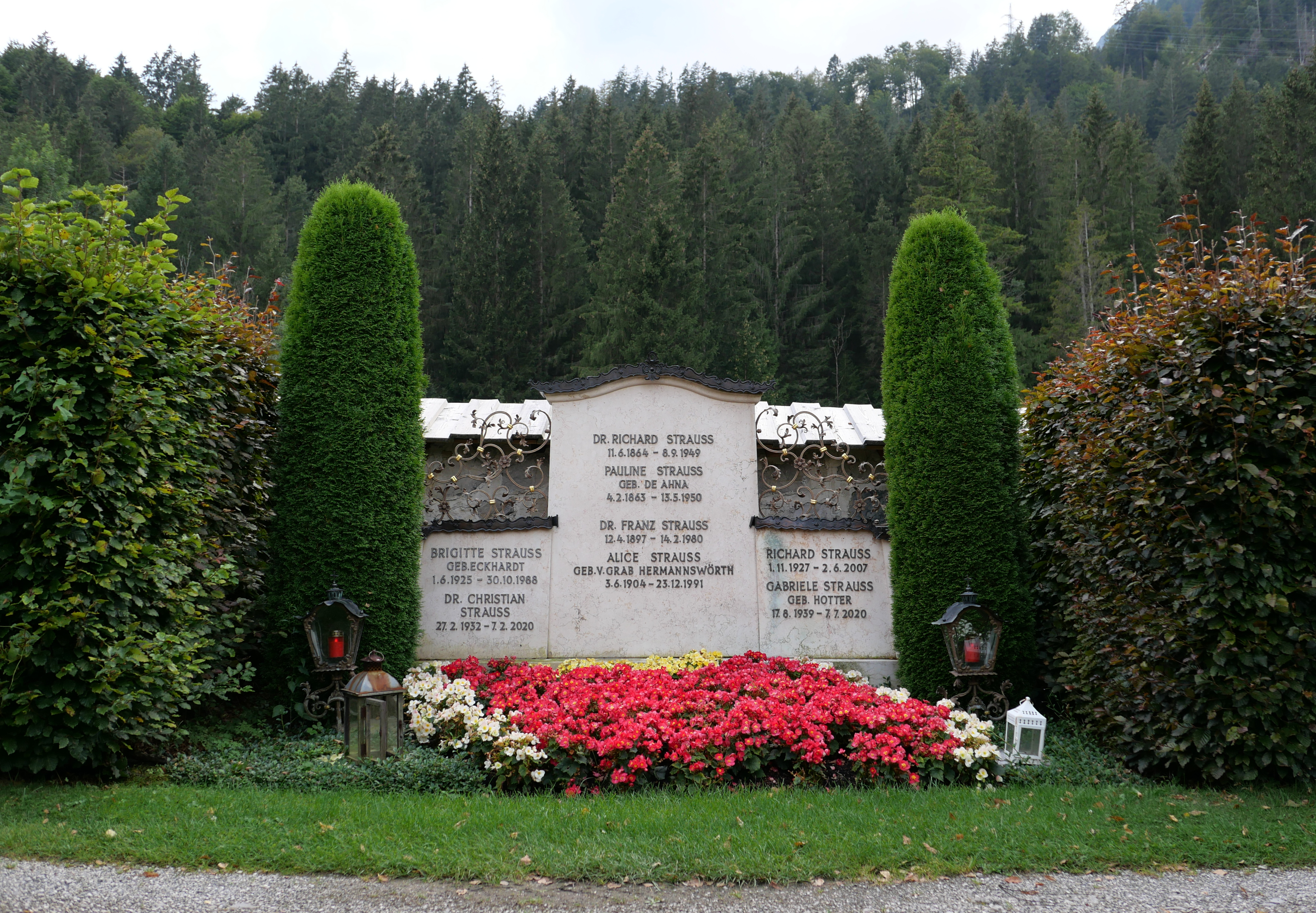
Het graf in 2024.

Tegen het einde van zijn leven componeerde hij het symfonisch gedicht Metamorphosen en de Vier letzte Lieder (1948) op gedichten van onder meer Joseph von Eichendorff en Hermann Hesse, die in 1950 door Kirsten Flagstad in Londen in première gingen.

### Overlijden
Strauss overleed, met zijn vrouw en zoon aan zijn zijde, op 8 september 1949 in zijn huis in Garmisch-Partenkirchen. Dit huis bestaat tot op de dag van vandaag en behoort toe aan zijn nakomelingen. Het is niet voor het publiek toegankelijk.
De stoffelijke resten van Strauss werden gecremeerd. De urn werd begraven op de Garmisch-begraafplaats in Garmisch-Partenkirchen in een graf waarin zijn vrouw Pauline, hun zoon Franz (1898–1980) en zijn vrouw Alice (1904–1991), kleinzoon Richard (1927–2007) en wiens vrouw Gabrielle , geboren Hotter (1939–2020), en kleinzoon Christian en zijn vrouw Brigitte, geboren Eckhardt (1925–1988), werden begraven.

### Nederland
Strauss trad als dirigent meerdere malen in Nederland op. Het archief van het Koninklijk Concertgebouworkest vermeldt 36 concerten in Nederland met Strauss als gastdirigent, waarbij overwegend zijn eigen werk op het programma stond. In 1903 gaf hij een reeks van 5 concerten met dit orkest in Londen, waarbij ook zijn vrouw optrad als soliste. Willem Mengelberg, de dirigent van het Concertgebouworkest, was een trouw pleitbezorger van zijn werken. Ein Heldenleben, uit 1898, is zelfs aan Mengelberg en het Concertgebouworkest opgedragen.

## Stijl
Strauss geldt met zijn orkestwerken als muzikale erfgenaam van Hector Berlioz en Franz Liszt en met zijn opera's als erfgenaam van Richard Wagner. Hij bezat een grote kennis van het orkest en een opmerkelijk talent om buitenmuzikale zaken in muziek om te zetten. Zelf stelde hij dat hij in staat was "Ein Bierglas tönend zu malen". Strauss bewerkte Berlioz' instrumentatieleer. Tot 1909 werd hij als avantgardist gevierd. Later werd hem verweten dat hij tot de traditionele tonale structuren was teruggekeerd, maar hij kreeg daardoor al tijdens zijn leven de status van klassieker. Door de wijze van instrumentatie en de polyfonie wordt zijn werk beschouwd als een hoogtepunt in de muziek van de late romantiek.

## Composities (selectie)

### Werken voor orkest

#### Symfonieën

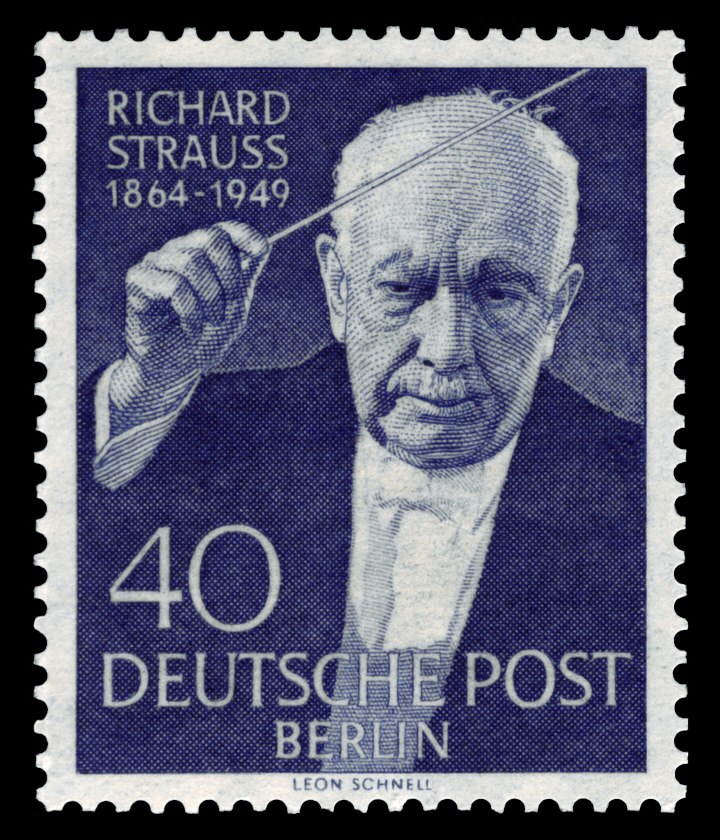
Richard Strauss op een postzegel uit 1954

- 1880: 1e Symfonie in d-klein, voor groot orkest
- 1883-1884: 2e Symfonie in f-klein, voor groot orkest, op. 12
  1. Allegro ma Non Troppo
  2. Scherzo: Presto
  3. Andante Cantabile
  4. Finale: Allegro Assai, Molto Appassionato
- 1902-1903: Sinfonia domestica, voor groot orkest, op. 53
  1. Bewegt - Thema I - Thema II - Thema III
  2. Scherzo (Munter)
  3. Wiegenlied - Mäßig langsam
  4. Adagio - (Langsam)
  5. Finale (Sehr lebhaft)
- 1911-1915: Eine Alpensinfonie, voor orgel en groot orkest, op. 64
  1. Nacht
  2. Sonnenaufgang
  3. Der Aufstieg
  4. Eintritt in den Wald
  5. Wanderung neben dem Bach
  6. Am Wasserfall
  7. Erscheinung
  8. Auf blumige Wiesen
  9. Auf der Alm
  10. Durch Dickicht und Gestrüpp auf Irrwegen
  11. Auf dem Gletscher
  12. Gefahrvolle Augenblicke
  13. Auf dem Gipfel
  14. Vision
  15. Nebel steigen auf
  16. Die Sonne verdüstert sich
  17. Elegie
  18. Stille vor dem Sturm
  19. Gewitter und Sturm, Abstieg
  20. Sonnenuntergang
  21. Ausklang
  22. Nacht
- 1925: Sinfonie zu drei Themen in Es-groot

#### Symfonische gedichten
- 1886: Aus Italien, symfonisch gedicht in G-groot, op. 16
  1. Auf der Campagna: Andante
  2. In Roms Ruinen: Allegro molto con brio
  3. Am Strande von Sorrent: Andantino
  4. Neapolitanisches Volksleben: Allegro molto
- 1886-1888, rev. 1890: Macbeth, op. 23
- 1888: Don Juan, op. 20 - vrij naar het gelijknamig gedicht van Nikolaus Lenau uit 1844
- 1889-1890: Tod und Verklärung, op. 24
- 1895: Till Eulenspiegels lustige Streiche - ("Nach alter Schelmenweise - in Rondoform"), op. 28
- 1896: Also sprach Zarathustra, op. 30 - vrij naar Friedrich Nietzsche
  1. Einleitung
  2. Von den Hinterwäldlern
  3. Von der großen Sehnsucht
  4. Von den Freuden und Leidenschaften
  5. Das Grablied
  6. Von der Wissenschaft
  7. Der Genesende
  8. Das Tanzlied
  9. Nachtwandlerlied
- 1897: Don Quichote - ("Phantastische Variationen über ein Thema ritterlichen Charakters"), op. 35
  1. Introduzione
  2. Tema con variazioni (10 variaties)
  3. Finale
- 1897-1898: Ein Heldenleben, op. 40
  1. Der Held
  2. Des Helden Widersacher
  3. Des Helden Gefährtin
  4. Des Helden Walstatt
  5. Des Helden Friedenswerke
  6. Des Helden Weltflucht und Vollendung
- 1941-1942: Die Donau (fragment), voor groot orkest, gemengd koor en orgel

#### Ouvertures
- 1873: Ouvertüre „Hochlands Treue“, voor orkest
- 1876: Konzertouvertüre in h-klein, voor orkest
- 1876: Ouvertüre in e-klein „Ein Studentenstreich“, voor orkest
- 1876: Ouvertüre in Es-groot „Dom Sebastian“
- 1878: Ouvertüre in E-groot, voor orkest
- 1878-1879: Ouvertüre in a-klein, voor orkest
- 1883: Konzertouvertüre in c-klein, voor groot orkest

#### Concerten voor instrumenten (en orkest)
- 1880-1882: Concert in d-klein, voor viool en orkest, op. 8
  1. Allegro
  2. Lento ma Non Troppo
  3. Rondo: Prestissimo
- 1882-1883: Concert nr. 1 in Es-groot, voor hoorn en orkest, op. 11
  1. Allegro
  2. Andante
  3. Rondo: Allegro
- 1885-1886: Burleske d-klein, voor piano en orkest
- 1924-1925: Parergon zur «Symphonia Domestica», voor piano (linkerhand) en orkest
- 1927: Panathenäenzug, symfonische etudes in vorm van een passacaglia voor piano (linkerhand) en orkest, op. 74
- 1942: Concert nr 2 in Es-groot, voor hoorn en orkest
- 1945: Concert D-groot, voor hobo en orkest
  1. Allegro moderato
  2. Andante
  3. Finale: Vivace - Allegro
- 1947: Duet-concertino, voor klarinet en fagot met strijkers en harp

De Burleske werd eerst Scherzo genoemd en kreeg geen opusnummer. Dirigent Hans von Bülow had het stuk voor onspeelbaar verklaard. Strauss vond dat onzin. Toen hij de partituur in 1890 aan zijn vriend Eugen d'Albert liet zien, een van de grootste pianisten uit die tijd en leerling van Franz Liszt, stond deze erop om het werk uit te voeren. Het is een vrolijk, bijzonder afwisselend muziekstuk, dat ongeveer 17 minuten duurt.

#### Andere werken
- 1876: Festmarsch in Es-groot, voor orkest, op. 1
- 1877: Andante in Bes-groot, voor orkest
- 1877: Andante cantabile in D-groot, voor orkest
- 1879: Romance in Es-groot, voor klarinet en orkest
- 1883: Romance in F-groot, voor cello en orkest
- 1884-1885, rev. 1887: Festmarsch in D-groot, voor orkest
- 1886: Rhapsodie in cis-klein, voor piano en orkest
- 1888: Festmarsch in C-groot, voor groot orkest
- 1906: Militärmarsch in Es-groot, voor orkest, op. 57 Nr. 1 (opgedragen aan: keizer Wilhelm II van Duitsland)
- 1906: Kriegsmarsch in c-klein, voor orkest, op. 57 Nr. 2 (opgedragen aan: keizer Wilhelm II van Duitsland)
- 1913: Festliches Präludium, voor orgel en groot orkest, op. 61
- 1940: Japanische Festmusik, voor groot orkest - (Voor het feest van het 2600-jarig bestaan van het keizerrijk Japan)
- 1944-1945: Metamorphosen, voor 23 solostrijkers
- 1946: Symphonische Fantasie aus «Die Frau ohne Schatten», voor orkest

### Werken voor harmonieorkest en blazers
- 1881: Serenade voor blazers in Es-groot, voor 13 blaasinstrumenten, op. 7[3]
- 1884: Suite voor blazers in Bes-groot, voor 13 blazers, op. 4
  1. Allegretto
  2. Romanze
  3. Gavotte
  4. Introduktion und Fuge: Andante Cantabile - Fuge: Allegro Con Brio
- 1892: Variationen über "Wilhelm von Oranien"
- 1905: De Brandenburgsche Mars - Präsentiermarsch
- 1905: Militärischer Festmarsch (Königsmarsch), TrV 217 (opgedragen aan: keizer Wilhelm II van Duitsland)
- 1905: Parademarsch Nr. 1 für das Regiment «Königsjäger zu Pferde»[4]
- 1907: Parademarsch Nr. 2 für Kavallerie[5]
- 1909: Feierlicher Einzug der Ritter des Johanniterordens, Investiturmars voor groot koper-ensemble en pauken (opgedragen aan: prins Wilhelm Eitel Frederik "Eitel Fritz" Christiaan Karel van Pruisen)[6]
- 1924: Fanfare zur Eröffnung der Musikwoche der Stadt Wien im September 1924, voor 22 koperblazers en pauken
- 1924: Fanfare für die Wiener Philharmoniker, voor 22 koperblazers en pauken
- 1943: Festmusik für die Stadt Wien, voor 19 koperblazers en 5 pauken (ook in een bewerking voor harmonieorkest)[7]
- 1943: Wiener Fanfare, voor 19 koperblazers en 5 pauken
- 1943: Sonatine voor blazers Nr. 1 in F-groot "Aus der Werkstatt eines Invaliden", voor 16 houtblazers
  1. Allegro Moderato
  2. Romanze und Menuett: Andante - Tempo Di Menuetto
  3. Finale: Molto Allegro
- 1944-1945: Sonatine (Sinfonie) voor blazers Nr. 2 in Es-groot "Fröhliche Werkstatt", voor 16 houtblazers
  1. Allegro Con Brio
  2. Andantino, sehr Gemächtlich
  3. Menuett: Etwas lebhaft - Cantabile
  4. Einleitung: Andante - Allegro

### Cantates
- 1914: Tüchtigen stellt das schnelle Glück hoch empor, cantate op tekst van Hugo von Hofmannsthal voor mannenkoor a capella

### Muziektheater

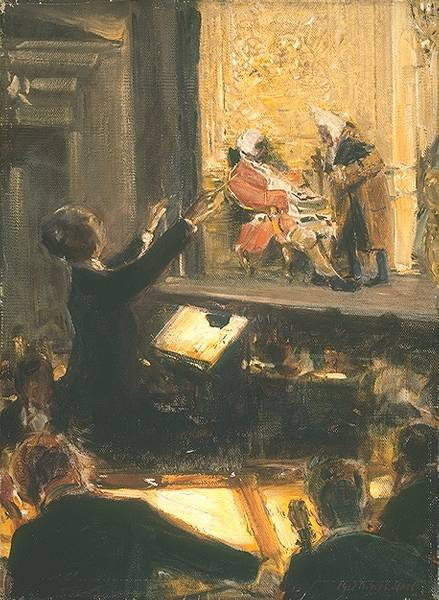
Robert Sterl - De dirigent Schuch dirigeert Der Rosenkavalier

#### Opera's
| Voltooid in | Titel | Akten              | Première | Libretto |
| ----------- | --- | ------------------ | --- | --- |
| 1876        | Der Kampf mit dem Drachen                                                                                  | 1 akte             | niet bekend | Theodor Körner |
| 1892-1893   | Guntram, op. 25                                                                                            | 3 akten            | 10 mei 1894, Weimar, Großherzogliches Hoftheater                                                                    | van de componist |
| 1901        | Feuersnot, op. 50                                                                                          | 1 akte             | 21 november 1901, Dresden, Hoftheater                                                                               | Ernst von Wolzogen |
| 1904-1905   | Salomé, op. 54                                                                                             | 1 akte             | 9 december 1905, Dresden, Königliches Opernhaus                                                                     | Oscar Wilde; Duitse vertaling van Hedwig Lachmann |
| 1907-1908   | Elektra, op. 58                                                                                            | 1 akte             | 25 januari 1909, Dresden, Königliches Opernhaus                                                                     | Hugo von Hofmannsthal |
| 1909-1910   | Der Rosenkavalier, op. 59                                                                                  | 3 akten            | 26 januari 1911, Dresden, Königliches Opernhaus                                                                     | Hugo von Hofmannsthal |
| 1911-1912   | Ariadne auf Naxos, op. 60; uit te voeren na Le Bourgeois gentilhomme (Der Bürger als Edelmann) van Molière | 1 akte             | 25 oktober 1912, Stuttgart, Kleines Haus des Hoftheaters                                                            | Hugo von Hofmannsthal |
| 1915-1916   | Ariadne auf Naxos, 2e versie, op. 60 (II)                                                                  | voorspel en 1 akte | 4 oktober 1916, Wenen, Kaiserliches - und Königliches Hof-Operntheater                                              | Hugo von Hofmannsthal |
| 1914-1917   | Die Frau ohne Schatten, op. 65                                                                             | 3 akten            | 10 oktober 1919, Wenen, Weense Staatsopera                                                                          | Hugo von Hofmannsthal |
| 1918-1923   | Intermezzo, op. 72                                                                                         | 2 akten            | 4 november 1924, Dresden, Sächsisches Staatstheater, Opernhaus                                                      | van de componist |
| 1923-1927   | Die Ägyptische Helena, op. 75                                                                              | 2 akten            | 6 juni 1928, Dresden, Sächsisches Staatstheater, Opernhaus nieuwe versie: 14 augustus 1933, Salzburg, Festspielhaus | Hugo von Hofmannsthal, naar Homerus, Euripides en Johann Wolfgang Goethe                                                                                      |
| 1928-1932   | Arabella, op. 79                                                                                           | 3 akten            | 1 juli 1933, Dresden, Sächsisches Staatstheater, Opernhaus                                                          | Hugo von Hofmannsthal, naar het verhaal van Lucidor, Figuren zu einer ungeschriebenen Komödie (1910) en het ontwerp van de komedie Der Fiaker als Graf (1925) |
| 1932-1935   | Die schweigsame Frau, op. 80                                                                               | 3 akten            | 24 juni 1935, Dresden, Sächsisches Staatstheater, Opernhaus                                                         | Stefan Zweig, vrij naar Ben Jonson |
| 1935-1936   | Friedenstag, op. 81                                                                                        | 1 akte             | 14 juli 1938, München, Bayerische Staatsoper, Nationaltheater                                                       | Joseph Gregor |
| 1937        | Daphne, op. 82                                                                                             | 1 akte             | 15 oktober 1938, Dresden, Sächsisches Staatstheater, Opernhaus                                                      | Joseph Gregor |
| 1938-1940   | Die Liebe der Danae, op. 83                                                                                | 3 akten            | 14 augustus 1952, Salzburg, Festspielhaus                                                                           | Joseph Gregor |
| 1939-1941   | Capriccio, op. 85                                                                                          | 1 akte             | 28 oktober 1942, München, Bayerische Staatsoper, Nationaltheater                                                    | Clemens Krauss en de componist |
| 1947-1949   | Des Esels Schatten geïnstrumenteerd en voltooid van: Karl Haussner                                         | 6 taferelen        | 7 juni 1964, Ettal                                                                                                  | Hans Adler, naar Christoph Martin Wielands roman Die Abderiten                                                                                                |

#### Balletten en dansmuziek
| Voltooid in | Titel                                                                         | Akten   | Première                                                           | Libretto                                                                              | Choreografie              |
| ----------- | ----------------------------------------------------------------------------- | ------- | ------------------------------------------------------------------ | ------------------------------------------------------------------------------------- | ------------------------- |
| 1895-1896   | Lila                                                                          |         | niet uitgevoerd                                                    | balletmuziek tot een zangspel van Johann Wolfgang Goethe                              |                           |
| 1900        | Kythere                                                                       | 3 akten | niet uitgevoerd                                                    | naar schilderijen van Jean Antoine Watteau, François Boucher en Jean-Honoré Fragonard |                           |
| 1912-1914   | Josephs Legende, op. 63                                                       | 1 akte  | 14 mei 1914, Parijs, Théâtre national de l'Opéra Garnier           | Harry Graf Kessler en Hugo von Hofmannsthal                                           |                           |
| 1917        | Der Bürger als Edelmann, op. 60 (III)                                         | 3 akten | 9 april 1918, Berlijn, Deutsches Theater                           | Hugo von Hofmannsthal, vrij naar Molière                                              |                           |
| 1921-1922   | Schlagobers, op. 70                                                           | 2 akten | 9 mei 1924, Wenen, Operntheater                                    | van de componist                                                                      | Heinrich Kröller          |
| 1922-1923   | Danssuite naar piano-stukjes van François Couperin ("Couperin-Suite I")       | 1 akte  | 17 februari 1923, Wenen, Theater in de Redoutenzaal van de Hofburg | van de componist                                                                      | Heinrich Kröller          |
| 1940-1941   | Verklungene Feste - Dansvisies uit 2 eeuwen naar muziek van François Couperin |         | 5 april 1941, München, Bayerische Staatsoper, Nationaltheater      | van de componist                                                                      | Pia Mlakar en Pino Mlakar |

#### Toneelmuziek
- 1887: Toneelmuziek tot «Romeo und Julia» van William Shakespeare, voor 2 sopranen, alt, tenor solo, gemengd koor en instrumenten - première: 23 oktober 1887, München, Königliches Hof- und Nationaltheater
- 1891: Fanfare tot het schouwspel "Die Jäger" van August Wilhelm Iffland, voor orkest - première: 7 mei 1891, Weimar, Hoftheater
- 1892: Musik zu "Lebende Bilder" - voor het feest van de gouden bruiloft van de erfgroothertog Karel Alexander van Saksen-Weimar-Eisenach met de groothertogin Sophie der Nederlanden, voor orkest - première: 8 oktober 1892, Weimar, Großherzogliches Hoftheater
  1. Wilhelm von Oranien (Llter als afzonderlijk werk bewerkt voor harmonieorkest)
  2. Begegnung und Friendenschluss
  3. Bernhard von Weimar
  4. Aussöhnung der Admirale
- 1904: Twee liederen uit "Der Richter von Zalamea" van Pedro Calderón de la Barca - première: 7 september 1904, Berlijn, Lessing-Theater

### Vocale muziek

#### Werken voor koor
- 1877: Messe (Vier Sätze einer Messe: Kyrie, Gloria, Sanctus, Agnus Dei)
- 1885: Wandrers Sturmlied „Wen du nicht verlässest, Genius“, voor zesstemmig gemengd koor en orkest - tekst: Johann Wolfgang Goethe
- 1897: Zwei Gesänge, voor 16-stemmig (4xSATB) gemengd koor a capella, op. 34
  1. Der Abend - tekst: Friedrich Schiller
  2. Jakob - tekst: Friedrich Rückert
- 1897: Licht du ewiglich Eines, hymne voor de opening van de kunstexpositie in 1897 in München, voor vrouwenkoor, groot koper-ensemble en groot orkest - tekst: naar "Votivtafeln" van Friedrich Schiller
- 1899: Drie mannenkoren, op. 45
  1. Schlachtgesang
  2. Lied der Freundschaft
  3. Der Brauttanz
- 1906: Volks-Hymne, voor gemengd koor
- 1934: Olympische Hymne, voor de opening van de Olympische Zomerspelen 1936 in Berlijn, voor gemengd koor en orkest - tekst: Robert Lubahn

#### Liederen
- 1873: Der müde Wanderer, voor zangstem en piano - tekst: August Heinrich Hoffmann von Fallersleben
- 1878: Abend- und Morgenrot, voor zangstem en piano - tekst: August Heinrich Hoffmann von Fallersleben
- 1878: Ein Spielmann und sein Kind, voor sopraan en orkest - tekst: August Heinrich Hoffmann von Fallersleben
- 1882: Jung Friedel wallte am Rheinesstrand, voor zangstem en piano - tekst: August Becker
- 1885: Acht Gedichte aus „Letzte Blätter“ von Hermann von Gilm, voor sopraan en piano (of: orkest)), op. 10 - tekst: Hermann von Gilm zu Rosenegg (1812-1864)
  1. Zueignung
  2. Nichts
  3. Die Nacht
  4. Die Georgine
  5. Geduld
  6. Die Verschwiegenen
  7. Die Zeitlose
  8. Allerseelen
- 1886: Fünf Lieder, voor alt en piano, op. 15, TrV 148
  1. Madrigal - tekst: Michelangelo Buonarroti
  2. Winternacht - tekst: Adolf Friedrich Graf von Schack (1815-1894)
  3. Lob des Leidens - tekst: Adolf Friedrich Graf von Schack
  4. Aus den Liedern der Trauer - tekst: Adolf Friedrich Graf von Schack
  5. Heimkehr - tekst: Adolf Friedrich Graf von Schack
- 1886: Sechs Lieder von Adolf Friedrich von Schack, voor sopraan en piano, op. 17, TrV 149 - tekst: Adolf Friedrich Graf von Schack
  1. Seitdem dein Aug' in meines schaute
  2. Ständchen
  3. Das Geheimnis
  4. Aus den Liedern der Trauer
  5. Nur Mut !
  6. Barcarole
- 1888: Sechs Lieder aus „Lotosblätter“, voor zangstem en piano, op. 19, TrV 152 - tekst: Adolf Friedrich Graf von Schack
  1. Wozu noch, Mädchen, soll es frommen
  2. Breit' über mein Haupt
  3. Schön sind, doch kalt die Himmelssterne
  4. Wie sollten wir geheim sie halten
  5. Hoffen und wieder verzagen
  6. Mein Herz ist stumm
- 1888: "Mädchenblumen" - Vier Gedichte von Felix Dahn, voor zangstem en piano, op. 22 - tekst: Julius Sophus Felix Dahn (1834-1912)
  1. Kornblumen
  2. Mohnblumen
  3. Efeu
  4. Wasserrose
- 1889: „Schlichte Weisen“ - Fünf Gedichte von Felix Dahn, voor zangstem en piano, op. 21 - tekst: Julius Sophus Felix Dahn
  1. All mein' Gedanken
  2. Du meines Herzens Krönelein
  3. Ach Lieb, ich muss nun scheiden
  4. Ach weh mir unglückhaftem Mann
  5. Die Frauen sind oft fromm und still
- 1891:  Zwei Lieder, voor zangstem en piano, op. 26 - tekst: gedichten van Nikolaus Lenau
  1. Frühlingsgedränge
  2. O wärst du mein
- 1894/1948: Vier Lieder, voor zangstem en piano, op. 27 - tekst: Karl Friedrich Henckell (1864-1929)
  1. Ruhe, meine Seele
  2. Cäcilie
  3. Heimliche Aufforderung
  4. Morgen
- 1895: Drei Lieder, voor sopraan en piano, op. 29 - tekst: Otto Julius Bierbaum (1865-1910), ook bekend onder zijn pseudoniem Martin Möbius
  1. Traum durch die Dämmerung
  2. Schlagende Herzen
  3. Nachgang
- 1896: Vier Lieder, voor zangstem en piano, op. 31 - tekst: Carl Busse en Richard Dehmel
  1. Blaue Sommer
  2. Wenn...
  3. Weißer Jasmin
  4. Stiller Gang
- 1896: Fünf Lieder, voor zangstem en piano, op. 32
  1. Ich trage meine Minne - tekst: Karl Friedrich Henckell
  2. Sehnsucht - tekst: Detlev von Liliencron (1844-1909)
  3. Liebeshymnus - tekst: Karl Friedrich Henckell
  4. O süßer Mai - tekst: Karl Friedrich Henckell
  5. Himmelsboten - tekst: uit "Des Knaben Wunderhorn"
- 1896-1897: Vier Gesänge, voor zangstem en orkest, op. 33
  1. Verführung - tekst: John Henry Mackay (1864-1933)
  2. Gesang der Apollopriesterin - tekst: Emanuel, Freiherr von Bodman (1874-1946)
  3. Hymnus
  4. Pilgers Morgenlied - tekst: Johann Wolfgang Goethe
- 1897-1898: Vier Lieder, voor zangstem en orkest, op. 36 - tekst: Friedrich Gottlieb Klopstock (1724-1803), Friedrich Rückert en uit Des Knaben Wunderhorn
  1. Das Rosenband
  2. Für fünfzehn Pfennige
  3. Hat gesagt - bleibt's nicht dabei
  4. Anbetung
- 1898: Sechs Lieder, voor sopraan en piano, op. 37
  1. Glückes genug - tekst: Detlev von Liliencron
  2. Ich liebe dich - tekst: Detlev von Liliencron
  3. Meinem Kinde - tekst: Gustav Falke (1853-1916)
  4. Mein Auge - tekst: Richard Dehmel
  5. Herr Lenz - tekst: Emanuel, Freiherr von Bodman
  6. Hochzeitlich Lied - tekst: Anton Lindner (1874-1915)
- 1898: Fünf Lieder, voor zangstem en piano, op. 39 - tekst: Richard Dehmel en Otto Julius Bierbaum
  1. Leises Lied
  2. Junghexenlied
  3. Der Arbeitsmann
  4. Befreit
  5. Lied an meinen Sohn
- 1899: Fünf Lieder, voor zangstem en piano, op. 41
  1. Wiegenlied - tekst: Richard Dehmel
  2. In der Campagna - tekst: John Henry Mackay
  3. Am Ufer - tekst: Richard Dehmel
  4. Bruder Liederlich - tekst: Detlev von Liliencron
  5. Leise Lieder... - tekst: Christian Morgenstern
- 1900: 5 Lieder nach Gedichten von Ludwig Uhland, voor zangstem en piano, op. 47, TrV 200
  1. Auf ein Kind
  2. Des Dichters Abendgang
  3. Rückleben
  4. Einkehr
  5. Von den sieben Zechbrüdern
- 1900: 5 Lieder nach Gedichten von Otto Julius Bierbaum und Karl Friedrich Henckell, voor zangstem en piano, op. 48, TrV 202
  1. Freundliche Vision
  2. Ich schwebe
  3. Kling!
  4. Winterweihe
  5. Winterliebe
- 1900-1901: Acht Lieder, voor zangstem en piano, op. 49, TrV 204
  1. Waldseligkeit - tekst: Richard Dehmel
  2. In goldener Fülle - tekst: Paul Remer
  3. Wiegenliedchen - tekst: Richard Dehmel
  4. Das Lied des Steinklopfers - tekst: Karl Friedrich Henckell
  5. Sie wissen's nicht - tekst: Oscar Panizza
  6. Junggesellenschwur - tekst: uit Des Knaben Wunderhorn
  7. Wer lieben will, muß leiden
  8. Ach, was Kummer, Qual und Schmerzen
- 1903: Taillefer, ballade voor sopraan, tenor, bariton, 8-stemmig gemengd koor en orkest, op. 52 - tekst: Ludwig Uhland (ter gelegenheid van de benoeming van Richard Strauss tot eredoctor van de Ruprecht-Karls-universiteit in Heidelberg)
- 1903-1906: 6 Lieder, voor zangstem en piano, op. 56, TrV 220
  1. Gefunden - tekst: Johann Wolfgang Goethe
  2. Blindenklage - tekst: Karl Friedrich Henckell
  3. Im Spätboot - tekst: Conrad Ferdinand Meyer
  4. Mit deinen blauen Augen - tekst: Heinrich Heine
  5. Frühlingsfeier - tekst: Heinrich Heine
  6. Die heiligen drei Könige aus Morgenland - tekst: Heinrich Heine
- 1918: 6 Lieder, voor zangstem en piano, op. 67, TrV 238
  1. 3 Lieder der Ophelia aus Shakespeares Hamlet - tekst: Karl Joseph Simrock naar William Shakespeare
    1. Wie erkenn' ich mein Treulieb
    2. Guten Morgen, 's ist Sankt Valentinstag (Zweites Lied der Ophelia)
    3. Sie trugen ihn auf der Bahre bloss (Drittes Lied der Ophelia)

  2. 3 Lieder aus Goethes West-Östlicher Diwan - tekst: Johann Wolfgang Goethe
    1. Wer wird von der Welt verlangen
    2. Hab' ich euch denn je geraten
    3. Wanderers Gemütsruhe
- 1918: 6 Lieder nach Gedichten von Clemens Brentano, voor zangstem en piano op. 68, TrV 235
  1. An die Nacht
  2. Ich wollt ein Sträußlein binden
  3. Säus'le, liebe Myrte!
  4. Als mir dein Lied erklang
  5. Amor
  6. Lied der Frauen
- 1921: Drei Hymnen von Friedrich Hölderlin, voor sopraan en orkest, op. 71
  1. Hymne an die Liebe
  2. Rückkehr in die Heimat
  3. Liebe
- 1925: Hymne auf das Haus Kohorn, voor 2 tenoren en 2 bassen
- 1948: Vier letzte Lieder, voor sopraan en orkest, TrV 296
  1. Frühling - tekst: Hermann Hesse
  2. September - tekst: Hermann Hesse
  3. Beim Schlafengehen - tekst: Hermann Hesse
  4. Im Abendrot - tekst: Joseph von Eichendorff

### Kamermuziek
- 1873: Zwei kleine Stücke in G-groot, voor viool en piano
- 1880-1881, rev. 1882-1883: Sonate in F-groot, voor cello en piano
- 1883: Fantasie über ein Thema von Giovanni Paisiello, voor fagot, mondfluit en gitaar
- 1883-1885: Klavierquartett in c-klein, voor viool, altviool, cello en piano
- 1887: Sonate in Es-groot, op. 18, voor viool en piano
- 1888: Andante in C-groot, voor hoorn en piano
- 1948: Allegretto in E-groot, voor viool en piano

### Werken voor piano
- 1873-1874: Sonate in Es-groot (fragment)
- 1873-1874: 9 sonatines
- 1874: Fantasie in C-groot
- 1875: Allegro assai in Bes-groot
- 1877: Sonate Nr. I in E-groot
- 1879: Andante in c-klein
- 1879: Hochzeitsmusik
- 1879: Große Sonate Nr. 2 in c-klein
- 1880: Fuge zu vier Themen in C-groot
- 1880-1881: Fünf Klavierstücke, op. 3 - opgedragen aan Hans von Bülow
- 1880-1881: Sonate in b-klein, op. 5
- 1882-1884: Stimmungsbilder, op. 9
- 1884: 14 Improvisationen und Fuge
- 1885: Intermezzo in F-groot